# Espíritu sagrado
Espíritu sagrado és una pel·lícula de tragicomèdia del 2021 amb temes de ciència-ficció dirigida i escrita per Chema García Ibarra. El repartiment està encapçalat per Nacho Fernández, Llum Arques, Joanna Valverde i Rocío Ibáñez. És una coproducció internacional Espanya-França-Turquia.

## Trama
Ambientat principalment a Elx, la ficció fa un seguiment dels membres d'una associació d'ufòlegs que veuen en perill el seu pla director secret per canviar la humanitat després de la mort del seu líder. Mentrestant, tots els altres busquen una noia desapareguda.

## Repartiment
- Nacho Fernández - José Manuel.[3]
- Llum Arqués - Verónica.[3]
- Joanna Valverde - Charo.[3]
- Rocío Ibáñez - Carmina.[3]
- José Ángel Asensio - Julio.[3]
- Ainara Paredes - Andrea.[3]
- David Terol[3]
- Gorka Tszyu[3]
- Antonio Vicente Boix[3]
- Vicente Piqueres[3]
- María Dolores Molina[3]
- Isabel Matute[3]
- Irene Santos[3]
- Lorena Iglesias[3]
- Ana Rubio[3]
- José Miguel Sánchez[3]

## Producció
Coproducció conjunta Espanya-França-Turquia, la pel·lícula va ser produïda per Apellániz & De Sosa i Jaibo Films juntament amb La Fábrica Nocturna Cinèma i Teferruat Films, amb la participació de Movistar+, À Punt Mèdia, RTVE i TRT, suport i ajuda de l'IVC, ICAA, el Ministeri de Cultura i Turisme de Turquia, CNC Cinema du Monde i Eurimages. El rodatge va començar el 12 d'octubre de 2020 a Elx.

## Estrena
Espíritu Sagrado es va estrenar en el 74è Festival de Cinema de Locarno (LFF) el 10 d'agost de 2021. La pel·lícula també es va presentar l'octubre de 2021 al Festival Cinespaña i el 8 de novembre de 2021 al 18è Festival de Cinema Europeu de Sevilla (SEFF). Fou distribuïda per La Aventura, i va ser estrenada al cinema el 26 de novembre de 2021.
Arrow Films va aconseguir els drets del Regne Unit per a la pel·lícula, mentre que HBO Europe va adquirir els drets de la pel·lícula pels seus territoris europeus per a un llançament de HBO Max.

## Premis i nominacions
| Any  | Premi                   | Categoria                       | Nominat                     | Resultat  | Ref                  |
| ---- | ----------------------- | ------------------------------- | --------------------------- | --------- | -------------------- |
| 2021 | Premis Berlanga de 2021 | Millor pel·lícula               | Millor pel·lícula           | Guanyador | [ 12 ] [ 13 ]        |
| 2021 | Premis Berlanga de 2021 | Millor Director                 | Chema García Ibarra         | Nominat   | [ 12 ] [ 13 ]        |
| 2021 | Premis Berlanga de 2021 | Millor guió                     | Chema García Ibarra         | Guanyador | [ 12 ] [ 13 ]        |
| 2021 | Premis Berlanga de 2021 | Millor actor principal          | Nacho Fernández             | Nominat   | [ 12 ] [ 13 ]        |
| 2021 | Premis Berlanga de 2021 | Millor direcció artística       | Leonor Díaz                 | Nominat   | [ 12 ] [ 13 ]        |
| 2021 | Premis Berlanga de 2021 | Millor supervisió de producciço | Miguel Molina               | Nominat   | [ 12 ] [ 13 ]        |
| 2022 | IX Premis Feroz         | Millor pel·lícula dramàtica     | Millor pel·lícula dramàtica | Nominat   | [ 14 ] [ 15 ] [ 16 ] |
| 2022 | IX Premis Feroz         | Premi Arrebato (Ficció)         | Premi Arrebato (Ficció)     | Guanyador | [ 14 ] [ 15 ] [ 16 ] |

## Enllaços exgterns
- Espíritu sagrado Arxivat 2021-11-20 a Wayback Machine. al Catàleg de l'ICAA